# Anticoma antarctica
Anticoma antarctica (syn. Stenolaimus antarcticus) is een rondwormensoort uit de familie van de Anticomidae. De wetenschappelijke naam van de soort is voor het eerst geldig gepubliceerd in 1929 door Allgén.